# Odroid-X
 (avril 2023).
Sa qualité peut être largement améliorée en utilisant un vocabulaire plus directement compréhensible.
Odroid-X est un ordinateur monocarte, de la série Odroid, initialement orienté développement, développé par la société coréenne Hardkernel et fonctionnant autour d'un system-on-a-chip d'architecture ARM Samsung Exynos 4412 (Cortex[Quoi ?] A9 MPCore à 1.4 GHz et Mali[Quoi ?]-400 MP4 gravés en 32 nm).
Le Soc[Quoi ?] est le même que celui équipant le Samsung Galaxy S III, le Samsung Galaxy Note II, la Samsung Galaxy Note 10.1 et le Meizu MX[Quoi ?].
Il comporte au niveau matériel :
- SoC Exynos 4412, équipé d'un Cortex A9 MPCore quadruple core 1,4 GHz
- 1 Go de RAM LP-DDR2 800
- 6 ports USB 2.0 hôte
- 1 port USB 2.0 périphérique
- 1 port ethernet 10/100MB
- 1 lecteur de carte SDHC
- 1 connecteur micro-HDMI[Quoi ?]
- 1 prise jack entrée micro et 1 prise jack sortie casque
- 1 connecteur de caméra MIPI-CAM[Quoi ?] (MIPI-CSI 2 voies[Quoi ?])
- 1 connecteur UART[Quoi ?] utilisé pour le développement[pas clair].
- 1 port d'extension d'entrées/sorties 50 broches pour les interfaces LCD[Quoi ?]/I2C/UART/SPI/ADC[Quoi ?]/GPIO[Quoi ?].
- Dimensions : 90 × 94 mm

Au niveau logiciel :
- Il est livré avec le système de démarrage u-boot 2010.12[Quoi ?] un noyau[Quoi ?] Linux 3.0.15 et  Android Ice Cream Sandwich (4.0.x).
- Ubuntu 12.04 peut également y être exécuté[1].